# Stolnica v Petrópolisu
Stolnica v Petrópolisu, znana tudi kot Stolnica sv. Petra Alcantarskega (portugalsko Catedral de São Pedro de Alcântara), je rimskokatoliška stolnica v Petrópolisu v Braziliji, posvečena mestnemu zavetniku, Petru iz Alcantare. Je tudi zadnje počivališče zadnjega brazilskega cesarja Dom etra II. in njegove družine.
Gradnja neogotske cerkve se je začela leta 1884 in je bila dokončana leta 1925. Cerkveni stolp je bil zgrajen leta 1969.

## Zgodovina
Prvotno je bila matična cerkev Petrópolisa skromna stavba pred cesarsko palačo, vendar je bila gradnja nove na istem mestu predlagana v urbanističnem načrtu Petrópolisa iz leta 1843, ki ga je izdelal major Júlio Frederico Koeler.
V 1870-ih so ponovno razmišljali o gradnji nove cerkve, zahvaljujoč zanimanju cesarja Petra II. in njegove hčerke Isabel, cesarske princese. Leta 1871 je bila gradnja nove cerkve uradno odobrena, vendar se je uresničila počasi. Leta 1876 je italijanski arhitekt Federico Roncetti predstavil načrt neorenesančne arhitekture, ki je bil zavrnjen.
Sedanja stolnica se je začela graditi šele leta 1884. Projekt je bil naročen pri bahijskem inženirju in arhitektu Franciscu Caminhoáju, ki je zasnoval stavbo v neogotskem slogu, ki je bila takrat zelo modna, zlasti po navdihu starih stolnic v severni Franciji. Delo je izvedel izvajalec Manuel Pereira Jerônimo, sin ene prvih družin, ki so se naselile v mestu in prihajajo z otoka Pico na Azorih.
Gradnja se po razglasitvi republike ni ustavila in se je nadaljevala vse do leta 1901, ko dela zastanejo. Pod poveljstvom inženirja Heitorja da Silve Coste je delo leta 1918 prešlo v drugo fazo intenzivnega delovanja. Končno je bila 29. novembra 1925 po 37 letih dela slovesno odprta nova stolnica v Petrópolisu. Stavba pa ni bila dokončana, manjkala sta ji glavna fasada in stolp ter velik del notranjega okrasja. Dela fasade so se začela šele leta 1929 in dosegla višino rozete v 1930-ih. Stolp je bil zgrajen med letoma 1960 in 1969.
Leta 1920 je bil odlok o prepovedi brazilske cesarske družine razveljavljen in leta 1921 so bili posmrtni ostanki cesarja Petra II. pokopani v stari metropolitanski stolnici Rio de Janeira. Leta 1925 so posmrtne ostanke prenesli v zakristijo stolnice v Petrópolisu. Končno so 5. decembra 1939 predsednik Getúlio Vargas in drugi organi slovesno odprli cesarski mavzolej, kamor sta bila premeščena cesar in cesarica. Leta 1971 sta bila v mavzoleju pokopana princesa Isabel in njen mož Gaston, grof Eu.

## Opis
Stolnica v Petrópolisu je neogotska cerkev v tlorisu latinskega križa z malo poudarjenim transeptom in tremi ladjami. Ima ambulatorij, povezan z glavno kapelo. Meri 70 metrov v dolžino in 22 metrov v širino,  v ladjah z višino 19 metrov.
Glavno pročelje cerkve ima portal z več arhivolti v obliki šilastih lokov. Na mestu timpanona je Kalvarija (Križani Kristus, Devica in Jožef iz Arimateje), v zgornjem delu pročelja pa kipi štirih evangelistov (sv. Marko, sv. Luka, sv. Janez in sv. Matej). Vseh teh skulptur je avtor Adam Bordignon (ok. 1935). Na fasadi je tudi rozeta.
Stolp, najnovejši element cerkve (1960), se dviga 70 metrov nad tlemi in vsebuje zvon petih litih bronastih zvonov v Passauu v Nemčiji, ki tehtajo devet ton.
V notranjosti so prostori razdeljeni s tipično šilastimi gotskimi loki. Na desni strani vhoda je cesarski mavzolej, na levi strani pa krstilnica s krstnim kamnom nekdanje cerkve Petrópolisa (1848). Cerkveni kor ima glavni oltar iz portugalskega apnenca Lioz. V ambulatoriju je ogromen kip zaščitnika stolnice in monarhije, sv. Petra iz Alcantare, ki ga je v carrarskem marmorju izklesal Francoz Jean Magrou (ok. 1925). Vitraji ambulatorija in ladje so večinoma iz 1930-ih.
Stolnica ima pomembne orgle, ki jih je leta 1937 izdelal Guillermo Berner v Riu de Janeiru.

## Cesarski mavzolej
Cerkev hrani cesarski mavzolej, ki je majhna kapela desno od cerkvenega dvorišča stolnice. Glavne grobnice sta okrog leta 1925 izklesala v carrarskem marmorju francoski kipar Jean Magrou, avtor velikanov in Brazilec Hildegardo Leão Veloso, avtor reliefov na straneh. Ostale grobnice je izklesal Brazilec Humberto Cozzo. Okna kapele imajo pisane vitraže s pesmimi, ki jih je napisal Peter II. med svojim izgnanstvom in v katerih cesar razkriva svoje hrepenenje po domovini. Oltar kapele, izklesan v marmorju in z granitnim križem iz Tijuce, vsebuje relikvije svetnikov svetega Magna, svete Avrelije in svete Tekle, prinesene iz Rima.
Med člani brazilske cesarske družine, pokopanimi v cesarskem mavzoleju od njegove otvoritve leta 1939, so:
- Cesar Peter II. (1825–1891) zadnji brazilski cesar
- Cesarica Terezija Kristina (1822–1889), žena Petra II.
- Isabel, brazilska cesarska princesa (1846–1921) dedinja Petra II.
- Princ Gaston, grof Eu (1842–1922), princesin mož
- Pedro de Alcântara, princ Grão-Pará (1875–1940), Isabelin najstarejši sin
- Grofica Elisabeth Dobržensky de Dobrženicz (1875–1951) žena zgornjega

## Galerija
- Zgornji del fasade
- Spodnji del fasade z neogotskim portalom
- Stranski pogled
- Kor
- Vitraji v cesarskem mavzoleju
- Jezus v hiši Marte in Marije na vitražih
- Vitraž svete Elizabete Madžarske v katedrali
- Stranski pogled na grobnico Petra II. in Tereze Kristine
- Grobnice Petra II. in Tereze Cristine (na sredini), princese Isabel (levo) in princa Gastona (desno)
- Zunanjost stolnice
- Zvonik